# セーアン・クラーウアナスン
セーアン・クラーウ・アナスン（Søren Kragh Andersen、1994年8月10日 - ）は、デンマーク出身の自転車競技（ロードレース）選手。「ソーレン・クラーク・アンデルセン」などとも表記される。

## 経歴
2013年、Team Trefor - Blue Waterにてプロキャリアスタート。
2016年、チーム・ジャイアント＝アルペシンに移籍。ツアー・オブ・カタールでヤングライダー賞を獲得。
2017年、ツアー・オブ・オマーン第3ステージでビッグネームを抑えて、プロ初勝利。

## 主な戦績

### 2014年
- ラ・コート・ピカルド　3位
- ヒマーランド・ルント　3位
- ツアー・オブ・チンハイレイク　ヤングライダー賞

### 2015年
- ZLM・ルームポット・ツアー　優勝（第1ステージ優勝）
- ハーデランド・グランプリ　優勝
- リンゲリケ・グランプリ　2位
- パリ〜アラス・ツール　山岳賞
- ツール・デ・フィヨルド　総合2位（第4ステージ優勝）
- ツール・ド・ラブニール　区間優勝（プロローグ、第3ステージ優勝）

### 2016年
- ツアー・オブ・カタール　ヤングライダー賞

### 2017年
- ツアー・オブ・オマーン　区間優勝（第3ステージ）

### 2018年
- ツール・ド・スイス　区間優勝（第6ステージ）
- パリ〜ツール　優勝

### 2020年
- パリ〜ニース　区間優勝（第4ステージ・個人タイムトライアル）
- ツール・ド・フランス　区間2勝（第14、19ステージ）
- ビンクバンク・ツアー　区間優勝（第4ステージ・個人タイムトライアル）

### 2023年
- エシュボルン＝フランクフルト 優勝
- ツール・ド・ルクセンブルク  ポイント賞

### 2025年
- デンマーク選手権　個人ロードレース 優勝